# Lire (Zeitschrift)
Lire ist eine der führenden französischen Literaturzeitschriften. Jean-Louis Servan-Schreiber und Bernard Pivot gründeten sie 1975. 
Die verbreitete Auflage lag im Jahre 2011 bei knapp 70.000 Exemplaren. Der Titel befindet sich im Besitz des Medienunternehmens Groupe Express-Roularta, die L’Express herausgibt. Die Artikel der gedruckten Lire-Ausgabe werden im Kulturteil der Internet-Seite von L’Express veröffentlicht. Jeweils in der Dezemberausgabe kürt die Redaktion die nach ihrer Ansicht besten Bücher des Jahres.
- Printausgabe ISSN 0338-5019
- Beilage ISSN 1770-0566

## Weblink
- Netzeinbindung von Lire auf der Seite von L’Express (französisch)